# Spanjaardenkasteel

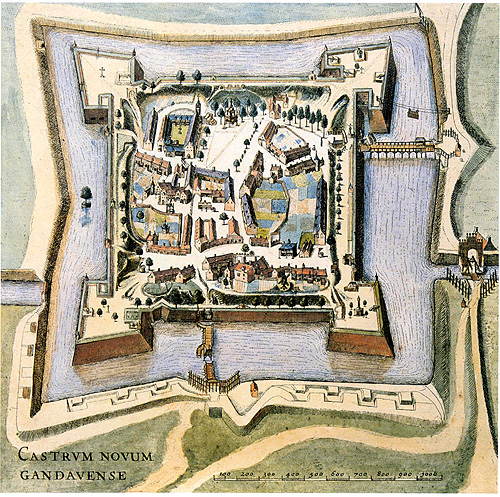
Het Spanjaardenkasteel op de kaart van Sanderus uit 1641

Het Spanjaardenkasteel of Spaans Kasteel was een kasteel in de Belgische stad Gent.

## Geschiedenis
Toen keizer Karel V de Gentse rebellie in het jaar 1540 aan banden legde, verplichtte hij de Gentenaars grote delen van de Sint-Baafsabdij en het Sint-Baafsdorp af te breken voor de aanleg van het Castrum Novum ("Nieuw Kasteel"), het latere Spanjaardenkasteel. De toren van de abdij werd afgebroken en Karel legde zelf de eerste steen van het kasteel op 12 mei 1540. Duizenden arbeiders gingen aan de slag. Het immense kasteel was klaar in 1545 en herbergde ongeveer 2500 man.
Het Spanjaardenkasteel, ontworpen door de Italianen di Pellezuoli en Maccoilini, was het eerste vierkante fort met bastions in deze gewesten. Een klein deel van de niet afgebroken abdijgebouwen werd in gebruik genomen door de militairen en aangevuld met kazematten. Het fort was omgeven door brede verdedigingsgrachten en werd goed onderhouden. Ook in de 17de eeuw werd ze uitsluitend door Spanjaarden bewaakt.
De benoeming van de gouverneur was ook uitsluitend een Spaanse aangelegenheid. Hij resideerde in het gouvernementshuis. De oudste delen van het gebouw stammen uit de 12de of 13de eeuw; de voorgevel is classicistisch, uit de tijd van keizerin Maria Theresia of keizer Jozef II.
Graaf Horne en graaf Egmont zaten in 1567 en 1568 gevangen in het kasteel vooraleer ze op de Grote Markt te Brussel werden onthoofd.
De Gentenaren veroverden het kasteel op 10 november 1576, twee dagen nadat de Pacificatie was gesloten, en begonnen met het ontmantelen van de wallen aan de stadszijde. De Spaanse landvoogd Alexander Farnese versterkte het opnieuw in 1584 toen hij een einde maakte aan de Gentse Republiek.
Keizer Jozef II begon in 1781 opnieuw met de ontmanteling. In 1789 beschoten de Oostenrijkse troepen vanuit het kasteel de oostzijde van de stad tijdens de Vier Dagen van Gent. De buurt rond het Nieuwpoortje en de Nieuwpoortbrug werden in puin geschoten. Toen zij het kasteel verlieten was haar militaire rol uitgespeeld en begon het verval.

## Verval
In de 19de eeuw werd de Citadel in het huidige Citadelpark in gebruik genomen. Van 1827 tot 1834 werd het Spanjaardenkasteel gesloopt. Bij de aanleg van de Napoleon de Pauwvertakking, ook wel het De Pauwvaardeken genoemd, in zijn huidige vorm in 1828 werd de oude kasteelbrug die leidde naar de hoofdingang van de dwangburcht afgebroken en vervangen door een houten draaibrug om de scheepvaart naar het Handelsdok toe te laten. Die brug werd in 1852 vervangen door een intussen ook verdwenen gietijzeren brug met draaisysteem, ontworpen door de toenmalige schepen voor stadswerken Napoleon de Pauw.

## Overblijfselen
Van het Spanjaardenkasteel is alleen de basis van het bastion Sint-Jacob bewaard gebleven. De plaats van het bastion wordt aangeduid door een gedenksteen die zichtbaar is in de kaaimuur van de Napoleon de Pauwvertakking aan de Napoleon de Pauwbrug. Het andere bastion aan de Leie was het Sint-Annabastion.
Het Spaans Kasteel is virtueel gereconstrueerd in het digitale 3D-model van Stad Gent, de basis voor de Teletijdmachine Gent.

## Machariuswijk
De Machariuswijk bevindt zich op de plaats waar vroeger het Spanjaardenkasteel stond, en is vernoemd naar de Sint-Machariuskerk. Die bevindt zich naast de restanten van de Sint-Baafsabdij. In deze buurt vinden we de Machariusstraat en de Machariusschool.

## Galerij

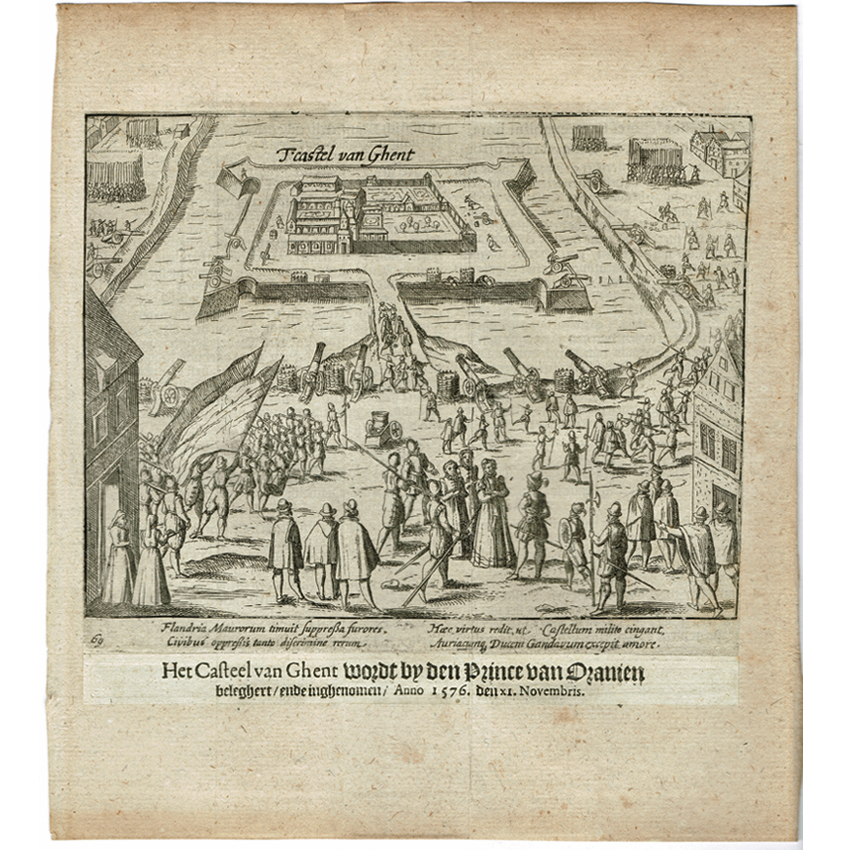
De Prins van Oranje belegert en verovert het Spanjaardenkasteel op 11 november 1576. Prent uit 'de Nassausche Oorloghen' van Willem Baudartius
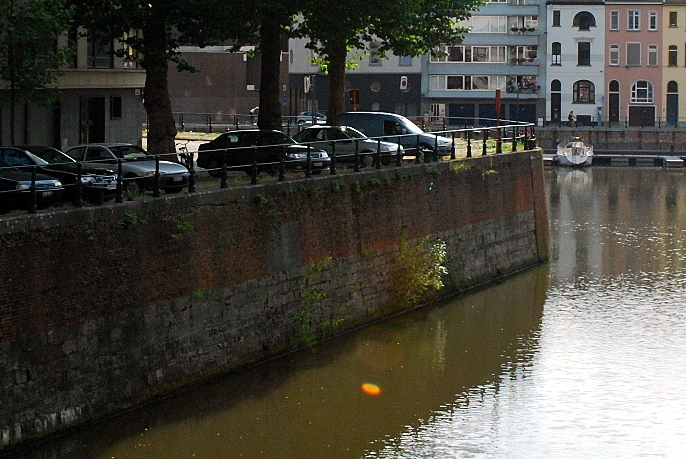
Gedenkplaat in de kademuur aan de Schoolkaai die het restant van het Sint-Jacobsbastion van het Spanjaardenkasteel aangeeft
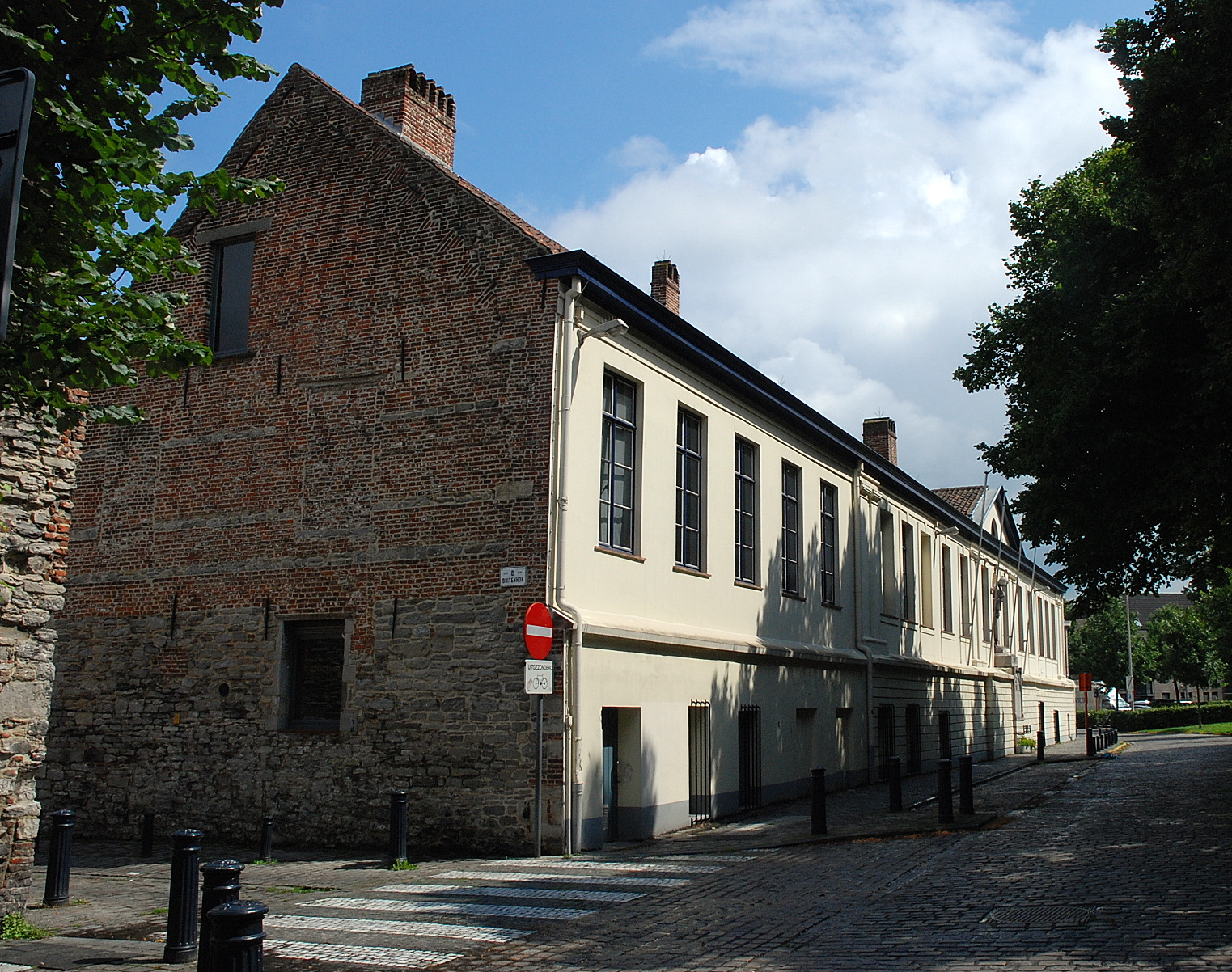
Het Spaans gouvernementshuis
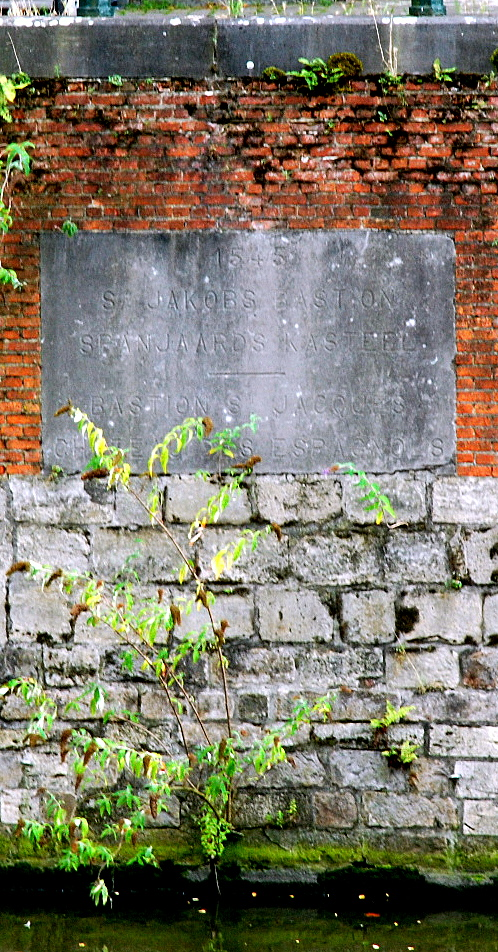
Detail van de gedenkplaat